# Matthias Arégui
Matthias Arégui est un auteur de bande dessinée et illustrateur français né le 28 décembre 1984.

## Biographie
Matthias Arégui est diplômé de l'atelier d'illustration de la Haute École des arts du Rhin. Illustrateur et auteur de bande dessinée, il publie dans la presse, ainsi que des livres jeunesse avec Anne-Margot Ramstein.
Il a fait partie du collectif Belles Illustrations.
En 2015, il a obtenu avec Anne-Margot Ramstein un Raggazzi Award (non fiction) pour Avant Après lors de la Foire du livre de jeunesse de Bologne en 2015.
En 2016 paraît Bob et Sally sont des copains aux éditions 2024, qui raconte le voyage initiatique de « deux Adam » issus d'un jardin d'Eden orignel.
En 2017 paraît Papayou, une bande dessinée grand format (27 x 37 cm) publiée aux Éditions Thierry Magnier. Papayou raconte l'histoire de deux singes, le gentil vieux Papayou et le grand et méchant Bachkopf, qui est jaloux du lien que Papayou a noué avec Pipou, un chien perdu qui ramène plein de trésors à la tribu. L'album est librement inspiré de la fable japonaise Hanasaka Jiisan, qu'il transpose dans la jungle au milieu des singes.

## Publications

### Albums jeunesse
- 2011 : L'ABC des tracas, avec Anne-Margot Ramstein, Albin Michel Jeunesse  (ISBN 9782226230423)
- 2011 : Le cafard de Martin Heidegger, textes de Yan Marchand, Les petits Platons  (ISBN 9782361650148)
- 2013 : Que fait-on quand on agit ?, textes de Carole Widmaier, Gallimard Jeunesse, coll. « Chouette ! penser »  (ISBN 9782070652242)
- 2015 : Avant Après, avec Anne-Margot Ramstein, Albin Michel Jeunesse  (ISBN 9782226399250)
- 2017 : Dedans Dehors, avec Anne-Margot Ramstein, Albin Michel Jeunesse

### Bande dessinée
- 2016 : Bob et Sally sont des copains, éditions 2024
- 2017 : Papayou, Éditions Thierry Magnier
- 2018 : Grande surfesse, Les Requins Marteaux, coll. « BD cul »
- 2021 : Micro-Zouzou contre les maxi-zinzins !, avec Léon Maret, éditions 2024, 2021
- 2023 : Le Nécromanchien, éditions 2024

## Prix et distinctions
- 2015 : Raggazzi Award (non fiction) pour Avant Après lors de la Foire du livre de jeunesse de Bologne[2], avec Anne-Margot Ramstein
- 2021 : Sélection « Pépite » du Salon du livre et de la presse jeunesse[7], catégorie Bande dessinée, pour Micro Zouzou contre les maxi-zinzins, avec Léon Maret